# Galaxea alta
Galaxea alta is een rifkoralensoort uit de familie van de Oculinidae. De wetenschappelijke naam van de soort is voor het eerst geldig gepubliceerd in 1980 door Nemenzo.